# Château de Valdonne
Le château de Valdonne est une demeure du XVIIIe construite dans le quartier d'Auberge Neuve sur la commune de Peypin, dans les Bouches-du-Rhône, en Provence.

## Historique
Au XVIIIe siècle, Pierre-Honoré Roux (1695-1774), négociant marseillais attiré par les produits dérivés de la resine de pin (parfums, therebentine...) et la decouverte du lignite, se fait construire cette bastide. Sa famille s’investira dans la commune et sera à l’origine de l’exploitation du charbon dans le bassin minier de Provence.
En 1740, Jean-Baptiste Roux entame une campagne d’embellissement et d’agrandissement avec une deuxième construction que l’on appelle communément « le château ». 
Léon de Gérin-Ricard décède au château en 1890.
Pour sa richesse architecturale, le château de Valdonne sera classé aux Monuments historiques en 1986. 
Devenu propriété du magnat immobilier local, Serge Perottino, il abrite le siège du groupe Perottino et n’est pas ouvert à la visite.

## Descriptif
La forteresse d'origine, au bord du Merlançon et de la Garante que l'on franchit par des ponts, était entourée d'une double enceinte de remparts, dont une était flanquée de cinq tours rondes.
Actuellement il existe sur ce lieu deux bâtisses : l'une datant du XVIIe siècle où l'on distingue encore la trace d'une tour à droite de sa façade et d'une autre sur la gauche où se situait un four à pain. Face à ce château l'arrière d'un second plus important en surface, entièrement rénové en 2008 et datant du XVIIIe siècle inscrit  au titre des monuments historiques, par arrêté en date du 30 décembre 1986. 
Les deux bâtiments sont séparés par une cour dont le sol est classé et à laquelle on accède par un porche en pierre. 
Au centre de cette cour se trouve une fontaine faisant l'objet également d'une protection. 
Le second château, beaucoup plus vaste, a sa façade principale donnant sur une esplanade de verdure. On y accède par un escalier majestueux.
Lors de la restauration de 2008, les salons d'honneurs, ainsi que le hall d'entrée sont restitués avec des staffs, moulures, rosaces, et dotés de lustres en cristal de Murano. Les sols sont recouverts de marbre[source insuffisante].

## Propriétaires
(liste non exhaustive)
- 1150  - Pierre Brémond
- XIVe siècle - Les Esparron
- XIXe siècle - Le comte Henry de Gérin-Ricard
- XXIe siècle - Serge Perottino, fondateur du Groupe immobilier Perottino, maire de Cadolive et Vice-Président de la métropole d'Aix-Marseille-Provence[3]

## Protection
L'ensemble des bâtiments et la chapelle, le sol de la cour et sa fontaine, ainsi que les ponts qui franchissent le Merlançon et la Garante, font l’objet d’une inscription au titre des monuments historiques depuis le 30 décembre 1986.